# Niša
Niša (francuski "Niche") je u arhitekturi polukružna ili četvrtasta udubina u zidu za smještaj različitih predmeta kao što su: kip, poprsje ili vaza. 
Niša (engleski "Market niche") u ekonomiji označava tržišni segment. 
U crkvenim nišama se smještaju oltar, tabernakul i nadgrobni spomenici. 
Rimski arhitekti su je preuzeli od sirijske građevine, te se od tada javlja u bizantskoj umjetnosti (uglavnom ukrašena mozaikom), islamskoj, te poslije u romaničkoj, renesansnoj i baroknoj arhitekturi.

## Poveznice
- Konstrukcijski elementi